# Ледена принцеса
„Ледена принцеса“ или „Ледената принцеса“ (на английски: Ice Princess) е американски тийнейджърски спортен трагикомичен филм от 2005 година на режисьора на Тим Файуел, по сценарий на Хедли Дейвис, по идея на Мег Кейбът и Дейвис, във филма участват Мишел Трактенбърг, Джоун Кюсак, Ким Катрал и Хейдън Пенетиър. Филмът се фокусира върху Кейси Карлайл, нормална тийнейджърка, която се отказва от обещаващия бъдещ академичен живот, за да преследва новооткритата си мечта да бъде професионален фигурист. Филмът е пуснат по кината на 18 март 2005 г. „Ледена принцеса“ имаше неуспешно представяне в боксофиса, спечелвайки 24 милиона долара в САЩ по време на театралната си кампания срещу производствен бюджет от 25 милиона долара.

## Актьорски състав
- Мишел Трактенбърг – Кейси Карлайл
- Джоун Кюсак – Джоан Карлайл
- Ким Катрал – Тина Харууд
- Хейдън Пенетиър – Дженифър (Джен) Харууд
- Тревър Блумас – Теди Харууд
- Ерик Кинг – Доктор Чип Хийли
- Диего Клатънхоф – Кайл Дейтън
- Кристен Олсън – Ники Флечър
- Сигне Ронка – Ема Фландърс
- Джулиана Канароцо – Зоуи Блош
- Пол Сън-Хюнг Хий – Господин Лай
- Марта МакИсак – Парти момиче
- Кони Рей – Госпожа Флечър
- Мишел Куан – репортер от ESPN
- Жаклин Лай – Тифани Лай
- Шаник Оливиер-Лейк – Шантал ДеГроат
- Ейми Стюарт – Ан
- Кристина Уиткомб – Госпожа Фишър Лий

## В България
В България филмът се разпространява на VHS и DVD на 12 октомври 2005 г. от Александра Видео.
През 2009 г. е излъчен за първи път по bTV с български субтитри.
На 13 ноември 2011 г. е излъчен за втори път по Disney Channel. Първия български дублаж е насинхронен в студио Александра Аудио.
На 1 януари 2016 г. е излъчен за трети път и по NOVA, след които следват повторения и по KinoNova. Втория български дублаж е войсоувър на Диема Вижън, чийто име не се споменава.

### Синхронен дублаж
| Роля            | Изпълнител |
| --------------- | --- |
| Кейси Карлайл   | Марина Димитрова |
| Джоан Карлайл   | Петя Миладинова |
| Тина Харууд     | Гергана Стоянова |
| Дженифър Харууд | Яница Митева |
| Теди Харууд     | Иван Велчев |
| Други гласове   | Петя Арнаудова Златина Тасева Анна-Мария Върбани Татяна Етимова Вилма Карталска Десислава Чардаклиева Елеонора Петрова Даяна Ханджиева Диляна Сугарева Петър Бонев Здравко Димитров Петър Върбанов Филип Аврамов Живко Симеонов Христо Бонин |

| Обработка              | Александра Аудио (2011) |
| ---------------------- | ----------------------- |
| Изпълнителен продуцент | Васил Новаков           |
| Преводач               | Йоанна Йорданова        |
| Тонрежисьор            | Ангел Топорчев          |
| Режисьор на дублажа    | Василка Сугарева        |

### Войсоувър дублаж
| Озвучаващи артисти  | Елисавета Господинова Ани Василева Даниела Йорданова Даниела Сладунова Димитър Иванчев Александър Митрев |
| Преводач            | Бисер Пачев                                                                                              |
| Тонрежисьор         | Стефан Дучев                                                                                             |
| Режисьор на дублажа | Димитър Кръстев                                                                                          |